# Шалап (приток Нени)
Шалап — река в России, протекает по Солтонскому району Алтайского края. Устье реки находится в 62 км от устья Нени по правому берегу. Длина реки составляет 30 км, площадь водосборного бассейна — 119 км².

## Данные водного реестра
По данным государственного водного реестра России относится к Верхнеобскому бассейновому округу, водохозяйственный участок реки — Бия, речной подбассейн реки — Бия и Катунь. Речной бассейн реки — (Верхняя) Обь до впадения Иртыша.